# I drammi della schiavitù
I drammi della schiavitù è un romanzo di Emilio Salgari scritto nel 1896.

## Trama
C'erano una volta, nel corso del XIX secolo, delle navi che portavano via le persone dalle loro case in Africa per farle lavorare come schiavi in posti lontani. Era una traversata molto dura e pericolosa, e molti degli schiavi catturati non ce la facevano ad arrivare vivi a destinazione.
Un capitano di una di queste navi, che si chiamava Alvaez, decise di fare la cosa giusta. Con l'ultima spedizione, volle liberare due persone che aveva portato con sé: un gigante di nome Niombo, che era un re nella sua terra, e una ragazza bellissima chiamata Seguira.
Ma c'era un altro uomo sulla nave, Kardec, che non voleva che le cose cambiassero. Quando la nave fece naufragio, Kardec approfittò della confusione per cercare di far del male al capitano Alvaez.
Tutti i sopravvissuti, compresi Niombo e Seguira, riuscirono a tornare a casa. Ma Kardec non fu così fortunato. Niombo e Seguira sapevano che era stato lui a cercare di uccidere il capitano Alvaez, e decisero di vendicarsi.